# Berghausen (Bad Berleburg)
Berghausen (mundartlich Berkhaus) ist ein Ortsteil von Bad Berleburg im Kreis Siegen-Wittgenstein in Nordrhein-Westfalen.
Das Dorf gehört zum Kirchspiel Raumland.

## Lage
Berghausen liegt im Edertal an der L 553, eingebettet in den Naturpark Rothaargebirge, in Wittgenstein.

## Geschichte
Erste urkundliche Zeugnisse betreffen das Jahr 1173. In der mittelalterlichen Schreibweise „Berchusen“ steht der Ort schon früh im Zusammenhang mit dem Kirchspiel Raumland und grafschaftlichem Grundbesitz. Weitere Urkunden aus den Jahren 1299 und 1362 zeugen von einer frühen Besiedelung. Wittgensteiner Besitz ist in einer Urkunde aus dem Jahr 1466 belegbar. Für die Kirche wurde 1503 die erste Glocke gekauft. 1575 wurden Hammerhütten eingerichtet, die aber nur bis 1578 betrieben wurden. Diese wurden abgebrochen und in Balde wieder errichtet.
Die Schulzerei Berghausen tauchte erstmals 1590 auf. Der Kauf einer zweiten Kirchenglocke erfolgte im Jahr 1653. 1773 gründete sich die Schulzerei Berghausen. Die baufällig gewordene Kirche musste abgerissen werden; Der Neubau konnte 1793 eingeweiht werden. Wittgenstein und somit auch Berghausen wurden 1816 preußisch. 1819 erfolgte der Wechsel zum Schultheißenbezirk Dotzlar. 1845 wurde das Amt Berghausen eingerichtet. 1890 gründete sich der Gesangverein. 1905 wurde der Schützenverein Berghausen gegründet. 1911 bekam der Ort einen Bahnhof und wurde an die Bahnstrecke Erndtebrück–Bad Berleburg angeschlossen. Im Ersten Weltkrieg zählte Berghausen 35 Gefallene und zwei Vermisste. Der Zweite Weltkrieg forderte nochmals 53 gefallene und 22 vermisste Kriegsteilnehmer.

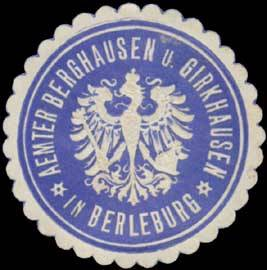
Siegelmarke der Ämter Berghausen und Girkhausen in Berleburg

Der Ort gehört seit der Gebietsreform, die am 1. Januar 1975 in Kraft trat (§ 18 Sauerland/Paderborn-Gesetz), zum Stadtbereich Bad Berleburg und war bis zur Eingemeindung eine selbständige Gemeinde des Amtes Berghausen im damaligen Kreis Wittgenstein. Am 5. und 6. September 1998 feierte Berghausen sein 825-jähriges Bestehen.
Gegen die Pläne der Stadt, nahe Berghausen eine Vorrangzone mit dem Namen „Kilbe-Nord“ für die Nutzung von Windenergie auszuweisen, entwickelte sich großer Widerstand im Ort. Es wurde eine Bürgerinitiative gegründet.

### Ortsname im Wandel der Zeit
- 1173: Berchusen
- 1362: Berhusen
- 1472: Berckusen
- 1508: Berckhusen, Bergckhussen
- 1532: Ber(c)khausen
- 1671: Berghausen

### Einwohnerentwicklung
- 1510: 0060 Einwohner in 10 Häusern
- 1518: 0000 Einwohner: Der Ort ist eine Wüstung bis etwa 1550.
- 1624: 0150 Einwohner in 24 Häusern
- 1819: 0409 Einwohner in 52 Häusern
- 1854: 0536 Einwohner in 58 Häusern
- 1900: 0566 Einwohner
- 1961: 1154 Einwohner[4]
- 1970: 1408 Einwohner[4]
- 1974: 1392 Einwohner[7]
- 2010: 1450 Einwohner[8]
- 2011: 1538 Einwohner
- 2021: 1303 Einwohner[9]
- 2023: 1273 Einwohner[1]

## Verkehr

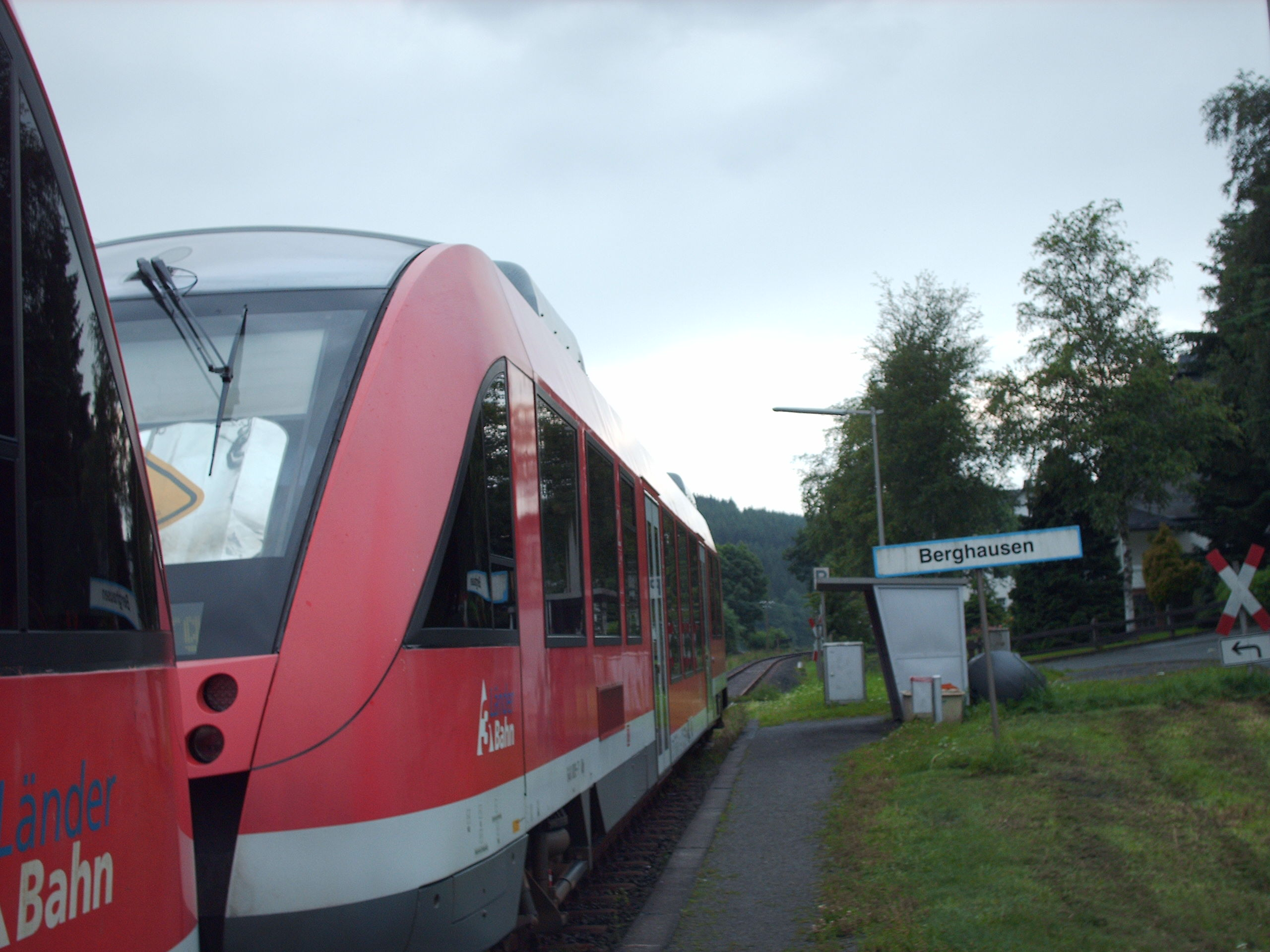
Haltepunkt der Bahn in Berghausen

Durch den Haltepunkt Berghausen (b Wittgenstein) ist der Ort an das Eisenbahnnetz angeschlossen. Die Linie RB 93 bietet stündliche Verbindungen in Richtung Erndtebrück beziehungsweise Bad Berleburg.
| Linie | Verlauf | Takt                                             |
| ----- | --- | ------------------------------------------------ |
| RB 93 | Rothaarbahn: Betzdorf (Sieg) – Kirchen – Freusburg Siedlung – Brachbach – Mudersbach – Niederschelden – Niederschelden Nord – Eiserfeld (Sieg) – Siegen Hbf – Siegen-Weidenau – Siegen-Geisweid – Kreuztal – Ferndorf (Siegen) – Kredenbach – Dahlbruch – Hillnhütten – Stift Keppel-Allenbach – Hilchenbach – Vormwald Dorf – Vormwald – Lützel – Erndtebrück – Birkelbach – Aue-Wingeshausen – Berghausen (b Wittgenstein) – Raumland-Markhausen – Bad Berleburg Werktags einzelne Fahrten von Au (Sieg) bzw. Altenkirchen, Samstags 2x von Marburg nach Betzdorf als RB 94 Stand: Fahrplanwechsel Dezember 2021 | 60 min 120 min (Betzdorf–Siegen sonn-/feiertags) |

## Persönlichkeiten
Folgende Persönlichkeiten sind in Berghausen geboren. Auflistung alphabetisch.
- Helmut Born (* 1948), Generalsekretär des Bauernverbandes
- Paul Breuer (* 1950), Politiker und Landrat
- Norbert Dickel (* 1961), ehem. Profi-Fußballspieler
- Maik Eckhardt (* 1970), Sportschütze und Olympiateilnehmer
- Oswald Römer (1938–1998), Maler und Zeichner
- Pia Wunderlich (* 1975), ehem. Profi-Fußballspielerin